# Cudrania tricuspidata
Cudrania tricuspidata är en mullbärsväxtart som först beskrevs av Élie Abel Carrière, och fick sitt nu gällande namn av Bur. och Lavallee. Cudrania tricuspidata ingår i släktet Cudrania, och familjen mullbärsväxter. Inga underarter finns listade i Catalogue of Life.

## Bildgalleri

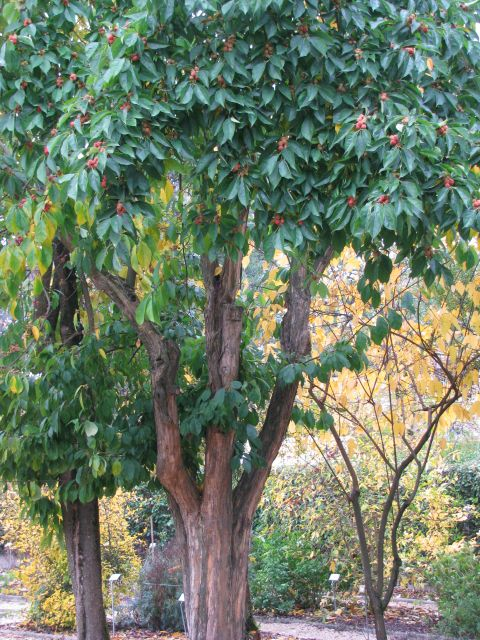